# Russiaville
Russiaville és una població dels Estats Units a l'estat d'Indiana. Segons el cens del 2008 tenia 1.162 habitants.

## Demografia
Segons el cens del 2000, Russiaville tenia 1.092 habitants, 425 habitatges, i 317 famílies. La densitat de població era de 527 habitants/km².
Dels 425 habitatges en un 39,8% hi vivien nens de menys de 18 anys, en un 60% hi vivien parelles casades, en un 11,5% dones solteres, i en un 25,2% no eren unitats familiars. En el 24% dels habitatges hi vivien persones soles el 12,2% de les quals corresponia a persones de 65 anys o més que vivien soles. El nombre mitjà de persones vivint en cada habitatge era de 2,57 i el nombre mitjà de persones que vivien en cada família era de 3,04.
Per edats la població es repartia de la següent manera: un 29,3% tenia menys de 18 anys, un 8,1% entre 18 i 24, un 31,6% entre 25 i 44, un 19% de 45 a 60 i un 12,1% 65 anys o més.
L'edat mediana era de 34 anys. Per cada 100 dones de 18 o més anys hi havia 91,6 homes.
La renda mediana per habitatge era de 40.875$ i la renda mediana per família de 46.094$. Els homes tenien una renda mediana de 38.833$ mentre que les dones 25.875$. La renda per capita de la població era de 20.804$. Entorn del 4,4% de les famílies i el 5,7% de la població estaven per davall del llindar de pobresa.

## Poblacions més properes
El següent diagrama mostra les poblacions més properes.